# ARTIFACT;RED
『ARTIFACT;RED』（アーティファクトレッド）は、木村太彦による日本の漫画。『月刊少年ガンガン』（スクウェア・エニックス）2001年1月号から10月まで、『月刊ガンガンWING』（同）2001年12月号から2002年7月号まで連載していた。

## あらすじ
8年前に行方不明になった母親が探していたナギツバメの巣。その母の遺したノートに、ナギツバメが来る海域にある島であり、そして母親が行方不明になった島でもある島を見つけた日本の東京に住む女子中学生 桜木ナギ は、夏休みに母が消えたその島へ行く事に決める。親友のサッチーに替え玉を頼むことで父親の静止を誤魔化したナギは、その島へとセスナで向かうが、そこには島は影も形も見当たなかった。燃料が尽きかけたその時、現れたナギツバメの導きにより突然海に現れたその島は、樹齢数百年程の樹木がうっそうと茂り、プテラノドンや火を吐いて飛行機より速く飛ぶ怪獣が住む「神の島（カナン）」だった。ナギが怪獣に襲われ死にかける中、セスナの翼で休息をとる自分を「悪魔」と呼ぶ謎の少年マギと空飛ぶ亀ポチが現れる。最初はナギが喰われるの高みの見物しようとしていたマギだが、自分とマギの名前が似ているから面白い、ということでナギを助けるために怪獣と戦い、工芸品（アーティファクト）と呼ばれる道具を使い怪獣を倒す。ナギの「神の島（カナン）」での尋常でない夏休みが始まった。

## 登場人物
桜木ナギ
日本に住む女子中学生。行方不明の母を追って神の島へとやって来る。
サッチー
ナギの親友。ナギの代わりにナギの父親が企画した旅行を引き受けるが、香港三泊二日の予定だった旅行が世界一周旅行であり、大変な目にあう。
マギ
神の島に住む13歳の少年。
工芸品、浮遊環（フローティングワン）を使う。
ポチ
マギのペット。空飛ぶ亀。代えの甲羅がマギの家の押入れにしまわれていたので、おそらく甲羅は着脱可能。三分ほど飛行すると主人を見捨てる。
龍法師
神の島の村に住む、マギの育ての親。一応エライ人だがエロい。マギからは「じっちゃん」と呼ばれる。
工芸品、替身衣（デコイ・ビジョン）、颶風扇（ぐふうせん）を使う。
リオ
神の島の村に住む、マギの友達の15歳の少年。老け顔。
工芸品、格闘甲（グラップラーワン）を使う。
ジャネイロ
リオの父親。8年前にマギの暴走を止めるために命を落とす。格闘甲（グラップラーワン）の元の所有者。偉大な男だが、回想以外ではリオにギャグに使われたり、あの世でお土産屋を営んでいたり、ギャグキャラクター的な扱いである。
ブラッド
神の島解放戦線の一人。非常に好戦的な性格。
工芸品、光盾環（シールドリング） と奇獣球（キメラボール）を用いた奇獣腕（キメラアーム）、を使う。
劉（ラウ）
神の島解放戦線の一人。最初に交渉に来た三人の中ではリーダー格。
工芸品、光銃（レイガン）、光盾環（シールドリング） を使う。
勧誘屋さん（作中ではハッキリとした呼び名が無いので便宜上こう仮称する）
神の島解放戦線の一人。工芸品、奇獣球（キメラボール）を多重起動させることで、強力な戦闘力を持つ怪物へと変身できる。ブラッドと劉がリオとマギにより不意打ちで倒された怒りで変身した。
ルイ
神の島解放戦線の一人。解放戦線入りしてから常勝し続けている強者。
工芸品、幽玄剣（ファントムブレード）を使う。
獣使い（ビーストマスター）
神の島解放戦線の一人。本名不明。最強生物「曙光竜（ドーンドラゴン9」を操る。
ヨシュア
神の島解放戦線のNo.2。非道かつ無道な性格。
工芸品、影縫剣（シャドウバインダー）、影斬剣（シャドウブレード）を使う。
実は工芸品の研究のために作られた「造られた人間」。工芸品の実験のために脳を一部切り取られ感情を失ったが、自分を人間として扱ってくれ、実験施設から自分を逃がしてくれた桜木ツバメ博士を心から慕っており、桜木博士を侮辱した人間に対しては激しい怒りを見せる。
ダイアナ
アメリカ空軍特殊部隊（デルタフォース）所属の少尉。
工芸品、光剣（レイブレード）、煌盾（ラテルンシールド）、天翔翼（セラフィックフェザー）を使う。
実は工芸品の研究のために作られた「造られた人間」。
桜木 バメ
ナギの母親。写真には必ずVサインを忘れない。神の島（カナン）で8年前に行方不明になる。
実は工芸品の研究に携わる研究者であり、本人も工芸品を使える。ヨシュアとマギを連れ研究施設から逃亡した後、神の島のある場所で追い詰められるが、その際に意思ある工芸品の取引に応じ起動させた結果、精神を乗っ取られてしまう。